# Källstads församling
Källstads församling var en församling i Linköpings stift inom Svenska kyrkan i Vadstena kommun. Församlingen uppgick 2006  i Dals församling.
Församlingskyrka var Källstads kyrka.

## Administrativ historik
Församlingen har medeltida ursprung. 
Församlingen utgjorde tidigt ett eget pastorat för att därefter till 1938 vara annexförsamling i pastoratet Herrestad och Källstad. Från 1938 till 1962 var församlingen annexförsamling i pastoratet Örberga, Nässja, Herrestad och Källstad. Från 1962 till 1992 var församlingen annexförsamling i pastoratet Rogslösa, Väversunda, Örberga, Nässja, Herrestad, Källstad och Strå. Från 1992 till 2006 var församlingen annexförsamling i pastoratet Rogslösa, Väversunda, Örberga, Nässja, Herrestad och Källstad. Församlingen uppgick 2006  i Dals församling.
Församlingskod var 058407.

## Kyrkoherdar
Lista över kyrkoherdar i Källstads församling.
| Ämbetstid | Namn  | Levnadstid | Övrigt |
| --------- | ----- | ---------- | ------ |
| 1363      | Johan |            |        |

### Komministrar
Lista över komministrar i Källstads församling. Prästbostaden låg mitt mellan Källstads kyrka och Herrestads kyrka.
| Ämbetstid | Namn                                      | Levnadstid | Övrigt                                     |
| --------- | ----------------------------------------- | ---------- | ------------------------------------------ |
| 1606-1622 | Andreas Petri                             |            |                                            |
|           | Haquinus Jonæ Neokylander                 |            |                                            |
| 1631–1647 | Henricus Gadd                             | –1675      | Senare kyrkoherde i Kimstads församling.   |
| 1643–1656 | Gudmundus Svenonis Betulander (Smolandus) |            |                                            |
| 1662–1670 | Magnus Petri Ambergius                    | 1630-1705  | Senare komminister i Stora Åby församling. |
| 1674–1678 | Petrus Lucander                           | 1647–1692  | Senare kyrkoherde i Trehörna församling.   |
| 1689-1735 | Olavus Rinman                             | 1660-1735  |                                            |
| 1735-1747 | Henric Lindgren                           | 1693-1751  | Senare kyrkoherde i Herrestads församling. |
| 1747-1748 | Samuel Tempelman                          | 1711-1748  |                                            |
| 1749-1764 | Anders Sjöblom                            | 1700-1764  |                                            |
| 1764-1774 | Sven Enelius                              | 1728-1789  | Senare kyrkoherde i Rogslösa församling.   |
| 1775-1791 | Per Lundborg                              | 1738-1817  | Senare kyrkoherde i Herrestads församling. |
| 1791-1817 | Johan Carlholm                            | 1753-1817  |                                            |
| 1817-1830 | Samuel Niclas Monselius                   | 1783–1837  | Senare komminister i Harstads församling.  |
| 1830-1840 | Per Carlos                                | 1791–1855  | Senare komminister i Kumla församling.     |
| 1840-1854 | Jonas Rylén                               | 1797-1854  |                                            |
| 1855-1889 | Nils Hedblom                              | 1818-1889  |                                            |
| 1890-1899 | Johan Theodard Karlsson                   | 1854-1899  |                                            |
| 1900-1916 | Herman Sörbin                             | 1861-      |                                            |

## Klockare och organister[4]
| Ämbetstid | Namn                         | Levnadstid   | Kommentarer                                 |
| --------- | ---------------------------- | ------------ | ------------------------------------------- |
| ca 1600   | Marcus                       |              | Klockare, samtidigt i Herrestads församling |
|           | Johan Jonsson                | ca 1673–1728 | Klockare                                    |
| –1732     | Erik Erin                    |              | Klockare                                    |
|           | Lars Fredrik Olosson Rinmans | 1690–1770    | Klockare                                    |
|           | Petter Jeansson              | –1796        | Klockare                                    |
| 1797–1832 | Nils Lindros                 | 1771–1832    | Klockare                                    |
| 1833–1840 | Jonas Magnus Rundberg        | 1806–        | Klockare och organist                       |
| 1841–     | Peter Eric Jonsson           | 1812–1878    | Klockare och organist                       |
| –1893     | Karl Johan Göransson         | 1849–        | Klockare, organist och lärare               |
| 1897–1898 | Alma Tornell                 | 1871–1958    | Vikarie                                     |
| 1898–1939 | Signe Andersson              | 1879–1857    | Klockare, organist och lärare               |
| –1954     | Per Andersson                | –1954        | Klockare och organist                       |